# 흥덕왕
흥덕왕(興德王, 777년 ~ 836년 12월, 재위 : 826년 10월 ~ 836년 12월)은 신라의 제42대 왕이다. 성은 김(金)이고, 초명은 수종(秀宗), 수승(秀升)이며, 즉위 후에 경휘(景徽)로 개명하였다.
아버지는 원성왕의 장남인 혜충태자(惠忠太子)이며, 어머니는 성목태후 김씨(聖穆太后 金氏)이다. 소성왕과 헌덕왕의 친동생이다. 왕비는 소성왕의 딸 장화부인(章和夫人, 정목왕후로 추존)이다. 헌덕왕의 뒤를 이어 왕위에 올랐으며 청해진(淸海鎭)과 당성진(唐城鎭)을 설치하여 해적의 침탈을 막고 안으로는 백성들의 사치를 법으로 규제하는 등 개혁정치를 통해 흥덕왕은 신라 사회의 총체적인 난국을 극복하려고 했다.
하동 쌍계사 진감선사탑비에서의 진감선사에게 교서를 보낸 기록이 확인된다.
“도의 선사가 지난번에 돌아오고 상인이 이어서 오니 〈우리나라에〉 두 보살이 〈있게〉 되었다.
옛날에 〈두 명의〉 검은 옷을 입은 호걸에 대해 들었는데, 이제 〈두 명의〉 베옷을 걸친 영웅을 보게 되었다.
하늘까지 미치는 자애와 위엄에 온 나라가 기뻐하고 의지한다.

과인은 앞으로 마땅히 동쪽 계림 땅을 행복하고 상서로운 집으로 만들 것이다.”

## 생애

### 즉위 이전
809년 동복 형 헌덕왕과 함께 정변을 일으켜 조카인 애장왕을 죽이고 헌덕왕을 지지하여 이찬이 되었고, 819년 2월 또 다른 동복형제인 상대등 김숭빈(金崇斌)이 사망하자 상대등에 임명되었다. 헌덕왕에게는 김장렴(金張廉)과 김헌장(金憲章) 등의 왕자들이 존재하였고 이들을 당나라에 입조시킨 기록이 남아있으나, 헌덕왕은 822년 봄 정월, 후사가 없음을 이유로 동생 수종을 태자로 책봉하였다. 826년 10월, 헌덕왕이 죽자 즉위하였다.

### 치세
827년 봄 정월, 왕이 몸소 신궁에 제사를 지냈다. 당나라 문종(文宗)이 헌덕왕의 붕어(崩御) 소식을 듣고, 조회를 폐지하고 지절사(持節使)로 조문하도록 하였다. 왕을 개부의동삼사 검교태위 사지절대도독 계림주제군사 겸 지절충영해군사 신라왕으로 책봉하였다.
828년 4월 장보고(張保皐)를 청해진 대사(淸海鎭大使)로 삼았다. 장보고는 당나라 서주(徐州)에 들어가 군중소장(軍中小將)이 되었다. 후에 귀국하여 흥덕왕을 알현하고, 군사 1만 명으로 청해진(淸海鎭)을 지키게 되었다. 겨울 12월, 당나라에 들어갔다가 돌아온 사신 대렴(大廉)이 차나무 종자를 가지고 왔기에 왕이 지리산(地理山)에 심게 하였다. 차는 선덕여왕(善德女王) 때부터 있었으나 이때에 와서 크게 유행하였다.
830년 여름 4월, 왕의 건강이 좋지 않아서 기도를 드리고, 이어 승려 150명에게 도첩을 주었다.
831년 2월, 왕자 김능유(金能儒)와 승려 아홉 명을 당나라에 보냈으나 7월 귀국 길에 바다에 빠져 죽었다.
832년 봄과 여름에 가물어 땅이 붉게 탔다. 왕은 정전에 나가지 않고 음식을 줄였으며, 중앙과 지방의 죄수들을 사면하였다. 가을 7월에야 비가 내렸다. 8월, 흉년이 들어 도적이 곳곳에서 일어났다. 10월, 임금이 사람을 파견하여 백성들을 위로하였다.
833년 봄, 나라 안에 큰 기근이 들었다. 여름 4월, 시조묘에 참배하였다. 이 해에 전염병으로 죽은 백성이 많았다.
834년 9월, 왕이 서형산(西兄山) 아래에 행차하여 크게 군대를 사열하고, 무평문(武平門)에서 활쏘기를 관람하였다. 10월, 남쪽 지방의 주와 군을 두루 돌아보았다. 노인과 홀아비, 과부, 고아, 자식 없는 노인들을 찾아 위문하고, 곡식과 베를 형편에 따라 차등을 두어 내려주었다.
835년 봄 2월, 아찬 김균정(金均貞)을 상대등으로 삼았다. 시중 우징이, 그의 아버지 균정이 재상으로 조정에 들어갔기 때문에 사직할 것을 요청하였으므로, 대아찬 김명(金明)을 시중으로 삼았다. 김유신(金庾信)을 추봉(追封)하여 흥무왕(興武王)이라 하였다.
836년 12월, 왕이 붕어(崩御)하자 시호를 흥덕(興德)이라 하였다. 조정에서는 왕의 유언에 따라 장화왕비(章和王妃)의 능에 합장하였다. 왕이 후사를 남기지 못하고 죽자 사촌동생인 균정(均貞)과 균정의 조카 제륭(悌隆)이 왕위를 두고 다투었다.

### 사치금지령
834년 교지를 내려 귀족의 사치를 규탄하고 골품제도에 따라 계급 별 복색(服色)·거기(車騎)·기용(器用)·옥사(屋舍) 등의 규정을 한층 강화하여 신분의 구분을 엄히 하였다.
“사람은 나이에 따라 손위와 손아래의 구분이 있고, 지위에도 높고 낮음이 있어서, 법의 규정이 같지 않으며 의복도 다른 법이다.
풍속이 점점 각박해지고, 백성들이 다투어 사치와 호화를 일삼고, 진기한 외래품만을 좋아한 나머지 도리어 순박한 우리의 것을 싫어하니,
예절은 곧잘 분수에 넘치는 폐단에 빠지고 풍속이 파괴되는 지경에 이르렀다.

이에 삼가 옛 법전에 따라 명확하게 법령을 선포하노니, 만일 일부러 이를 어기면 진실로 그에 맞는 형벌을 내릴 것이다.”

### 흥덕왕과 앵무새
흥덕왕이 즉위하고 두 달이 지난 826년 12월, 왕비인 장화부인(章和夫人)이 죽자 왕이 몹시 슬퍼하였다. 군신들이 새로운 왕비를 책봉할 것을 진언하였지만 왕은 "쌍쌍인 새도 자기의 짝을 잃으면 슬퍼하는데, 하물며 좋은 배필을 잃고 나서 어찌하여 무정하게도 다시 부인을 얻겠는가?" 하며 후비를 맞아들이지 않았다. 또한 시녀들도 가까이 하지 않았으며 왕의 좌우에 내시 두 사람만을 심부름꾼으로 머물게 하였다. 장화부인을 정목왕후(定穆王后)로 추존하였다.
《삼국유사》에도 흥덕왕이 왕비를 잃은 슬픔을 한 쌍의 새에 비유한 설화가 기록되어 있다. 흥덕왕이 왕위에 오른 지 얼마 지나지 않아 당나라에 사신 갔던 사람이 앵무새 한 쌍을 가지고 돌아왔다. 그런데 오래지 않아 암놈이 죽었고, 홀로 된 숫놈은 슬프게 울기를 그치지 않았다. 왕이 사람을 시켜 앵무새 앞에 거울을 걸어놓게 하였다. 그러자 앵무새는 거울 속에 비친 상이 자기 짝인 줄로만 알고 그 거울을 쪼아대었다. 그러다 곧 그림자라는 것을 알고는 슬피 울다 죽었다. 왕이 노래를 지었다고 하는데 자세한 것은 알 수 없다.

## 흥덕왕릉비편
경상북도 경주시에 위치한 흥덕왕과 왕비 장화부인의 합장릉인 흥덕왕릉(興德王陵)은 기록과 비편을 통해 무덤의 피장자가 흥덕왕임을 알 수 있게 되었는데, 흥덕왕릉비편의 내용 중 "壽六十是日也(왕의 수명은 육십이다)"라는 내용을 통해 흥덕왕의 출생 연도를 비정할 수 있게 되었다.
이 밖에도 "太祖星漢…卄四代孫(태조 성한왕의 24대손)" 과 같은 내용을 통해 《삼국사기》와 《삼국유사》 등의 역사서에는 기록되어 있지 않지만 문무왕릉비(文武王陵碑), 태종무열왕의 차남인 김인문(金仁問)의 묘지명, 진철대사탑비문(眞澈大師塔碑文), 원주 흥법사지 진공대사탑 및 석관(原州 興法寺址 眞空大師塔 및 石棺)과 같은 금석문에만 등장하는 신라의 시조로 여겨지는 태조(太祖) 성한(星漢)이라는 이름이 흥덕왕릉비에도 등장한다.
신라김씨 선원세계상에는 그가 알지의 21세손, 세한 또는 성한의 20세손이 되나, 당대의 기록인 흥덕왕릉비문에는 그가 성한의 24세손으로 되어 있다.

## 가계
- 조부 : 원성왕(元聖王, ? ~798년) - 신라 제38대 왕
- 조모 : 숙정부인 김씨(淑貞夫人) - 각간 김신술(神述)의 딸
- 아버지 : 혜충태자(惠忠太子, ? ~ 791년) - 혜충왕(惠忠王)으로 추존
- 어머니 : 성목태후 김씨(聖穆太后 金氏, 생몰년 미상)
  - 왕비 : 정목왕후 김씨(定穆王后 金氏, 장화부인, ? ~ 826년) - 소성왕의 딸
    - 아들 : 김능유(金能儒)
    - 아들 : 김의종(金義宗)

## 흥덕왕이 등장하는 작품
- 《해신》(KBS, 2004년 ~ 2005년, 배우: 박상규)

## 기타
- 발해
  - 선왕 (818년 ~ 830년)
  - 대이진 (830년 ~ 857년)
- 흥덕왕릉
- 청해진
- 손순

## 같이 보기
- 통일신라